# Джаниев, Ровшан Рафик оглы
Ровшан Рафик оглы Джаниев (азерб. Rövşən Rafiq oğlu Cəniyev), более известный как Ровшан Ленкоранский (27 января 1975 — 18 августа 2016) — криминальный авторитет и вор в законе на постсоветском пространстве.

## Биография

### Начальный период
Ровшан Джаниев, талыш по национальности, родился 27 января 1975 года в Ленкорани, Азербайджанская ССР, в семье милиционера. Когда Ровшану было 17 лет, его отец был убит представителями одной из действовавших в Азербайджане криминальных группировок. В 1996 году убийца отца Ровшан Гулиев оказался на скамье подсудимых. Во время заседания суда он стал угрожать расправой членам семьи Джаниева. Находившийся в зале суда Ровшан Джаниев достал пистолет и застрелил преступника. Суд, учтя его душевное состояние, и, приняв во внимание чистосердечное раскаяние, приговорил Джаниева к двум годам лишения свободы. Отбыв срок наказания, вышел на свободу.
26 июня 2000 года в Баку на территории Национального парка Джаниев выстрелил и тяжело ранил вора в законе Карамата Мамедова. Его поймали и сильно избили, в результате чего он получил черепно-мозговую травму и стал страдать психическим заболеванием. Жизнь потерпевшего удалось спасти, а Ровшана Джаниева 4 августа отправили на психиатрическую экспертизу. Медики показали, что ему необходимо принудительное лечение. В связи с этим в октябре того же года следствие было приостановлено, а для вынесения решения дело отправили в Суд по делам о тяжких преступлениях. По решению суда Джаниев подлежал лечению и его отправили в психиатрический диспансер. Позже он скрылся. В 2002 году МВД Азербайджана объявило Ровшана Джаниева в международный розыск.

### Вор в законе
Считается, что Джаниева короновал авторитетный азербайджанский вор в законе Мирсеймур Абдуллаев («Мирсеймур»), тоже талыш по национальности. Последний был застрелен в 2003 году в кафе «Пещера» на Щёлковском шоссе. После загадочных убийств других влиятельных азербайджанских воров в законе — Хикмета Мухтарова («Хикмет Сабирабадский») в 2006 году и Чингиза Ахундова («Чингиз») в 2007 году, а также заключения под стражу воров в законе Бахыша Алиева («Ваха») и Вагифа Сулейманова («Вагиф Ленкоранский»), Джаниев с апреля 2006 года стал контролировать бизнес азербайджанцев в Москве. Кроме того, ему приписывали убийство в 2003 году лидера азербайджанской ОПГ в Санкт-Петербурге Эльчина Алиева («Эльчин Евлахский») и по подозрению в этом преступлении Джаниева арестовали в декабре 2004 года в Москве, но ему удалось выйти под подписку о невыезде. Согласно информанту «Новой газеты», "все его [Джаниева] люди" были талышами.
13 февраля 2008 года Ровшан Джаниев был задержан правоохранительными органами в Киеве. Шевченковский районный суд столицы избрал ему меру пресечения в виде ареста на 40 суток. Пока он находился в СИЗО в ожидании экстрадиции в Азербайджан, где против него было возбуждено уголовное дело, в Госкомитет по вопросам национальностей и религий поступила просьба правозащитников о предоставлении Джаниеву статуса беженца «в связи с гонениями на родине». В июне того же года Джаниев получил убежище на территории Украины.
3 декабря 2009 года работники Главного Управления по борьбе с организованной преступностью МВД Украины в Киеве вновь задержали Ровшана Джаниева. Голосеевский районный суд города избрал ему меру пресечения — содержания под стражей до 40 суток. 12 декабря его экстрадировали в Азербайджан. Прокуратура предъявила ему обвинение по ст. 228.1 (незаконное хранение огнестрельного оружия и боеприпасов) УК Азербайджана. 29 января 2010 года в Баку открылся судебный процесс по делу Джаниева, закончившийся в марте того же года. Государственный обвинитель требовал для него наказания в виде лишения свободы сроком на 12 лет, но суд приговорил его к 2 годам 9 месяцам заключения, но ввиду того, что данный срок был отбыт Джаниевым во время предварительного следствия, то он был освобожден в зале суда. Вскоре Джаниев покинул Азербайджан.
Перебравшись в Москву, Джаниев стал быстро усиливать влияние среди азербайджанскиx криминальных авторитетов. Некоторые из них — Бахыш Алиев («Ваха»), Юсиф Алиев («Юска Шамкирский»), входили в клан влиятельного представителя криминального мира, вора в законе, Аслана Усояна («Дед Хасан»). По сведениям NEWSru, Ровшан с 2009 года пытается вытеснить азербайджанских ставленников Хасана с оптового рынка зелени в Москве. Сам Усоян находился в это время в затяжном конфликте с кланом грузинских воров в законе во главе с лидером кутаисской преступной группировки Тариэлом Ониани («Таро»).
В сентябре 2010 года был убит человек Джаниева — Вагиф Туканов. Спустя две недели, 16 сентября, в Москве было совершено покушение на Аслана Усояна. За день до этого правоохранительные органы Украины в третий раз задержали Ровшана Джаниева в Киеве. По сообщению «Прайм Крайм» Джаниев прибыл поездом «Москва-Киев» на железнодорожный вокзал столицы страны, где его встретили оперативники. Как сообщил начальник киевского УБОП Александр Плужник, в ходе осмотра при нём было обнаружено три поддельных паспорта: первый и второй (загранпаспорт) на имя несуществующего гражданина Украины и третий — гражданина Азербайджана под другой фамилией. Усоян на одной из сходок криминальных лидеров заявил, что покушение на него заказал Ровшан Джаниев. Учитывая, что врагов у Деда Хасана было много, стали поговаривать и о причастности Ровшана Джаниева к покушению (он являлся единственным азербайджанским криминальным авторитетом, не входившим в клан Усояна), а поездкой на Украину, как стали считать некоторые, он хотел обеспечить себе алиби. В дальнейшем Джаниев скооперировался с двумя грузинскими ворами в законе: братьями Джемалом (Джемо) и Мамукой Микеладзе, которые также составляли оппозицию клану Деда Хасана.
В июне 2012 года в Дубае на Джаниева было совершено покушение. С тремя ножевыми ранениями его доставили в реанимацию. Среди имён участников этого инцидента упоминали брата лидера сухумского воровского клана Мераба Джангвеладзе — Левана. В сентябре было совершено ещё одно покушение на Ровшана, но, как рассказали Vesti.Az его родственники, «инцидент был, но последствия не столь тяжелы, как описываются». В том же году в криминальной среде распространилось послание («малява»), подписанное и распространённое по колониям более 30 ворами в законе (в том числе 10 азербайджанскими) из клана Усояна, согласно которому Ровшан Джаниев был лишён статуса «вора в законе». В октябре на Украине был задержан азербайджанский вор в законе Бахыш Алиев («Вахо»), являющийся одним из сторонников Деда Хасана среди азербайджанской криминальной среды. По его желанию он был экстрадирован в Турцию. Однако, по данным СМИ, в Стамбуле он столкнулся с людьми Джаниева, которые в конце 2012 года избили его практически до бессознательного состояния. Алиеву пришлось отречься от решения относительно неворовского статуса Джаниева и признать его действующую корону.
6 февраля 2013 года появилось сообщение о том, что за четыре дня до этого было совершено покушение на Ровшана Джаниева в Турции и он скончался 5 февраля в одной из больниц Стамбула. Родной брат Ровшана Джаниева — Намик Джаниев в тот же день опроверг эту информацию, назвав её ложью. Двоюродный брат — Эмиль также опроверг сообщение об убийстве своего родственника и заявил «Комсомольской правде» Украины, что к убийству Аслана Усояна («Дед Хасан») Ровшан Джаниев не имеет никакого отношения, назвав всё это «вымыслом полиции»: «Никакие интересы с Асланом Усояном у него не пересекались, наоборот, он с ним был в дружеских отношениях, они не раз обменивались подарками. Не такой Равшан человек, чтобы так поступить: он живёт по понятиям и не стал бы заказывать вора». Между тем, в СМИ появились сведения о составленном ещё до гибели Аслана Усояна «расстрельном списке», в основном состоящим из представителей азербайджанской ОПГ и ряда молодых грузинских «законников». Как передавал Росбалт, за Джаниевым развернули охоту не только клан «Деда Хасана», но также чеченские гангстеры и люди азербайджанского вора в законе Надира Салифова («Лоту Гули») (последний в тот период находился в Гобустанской тюрьме Азербайджана. Впоследствии 20.08.2020, был убит
в Турции).

### Смерть
Ровшан Джаниев был убит 18 августа 2016 года неизвестными в Бешикташе, районе Стамбула, пока ждал зелёный сигнал светофора в своём автомобиле. Водитель-охранник погиб на месте, а Джаниев был доставлен в больницу «Шишли Хамидие», где умер от полученных ранений.
Похоронен на кладбище Кичик Базар в Ленкорани.

## В культуре
- Исполнитель мейханы Ниджат Меналы посвятил Ровшану Ленкоранскому оду[24].